# Central geotérmica de Hellisheiði
La central geotérmica de Hellisheiði (en islandés: Hellisheiðarvirkjun) es una central geotérmica situada en el área del volcán Hengill, al sudoeste de Islandia, a 11 km de la central de Nesjavellir. Pertenece a Orkuveita Reykjavíkur, empresa que también la opera. Es la más grande del país en producción combinada de energía eléctrica y térmica, con 303 MWe y 133 MWt.

## Historia
La producción eléctrica comenzó en 2006 con dos turbinas de alta presión de 45 MWe cada una. En 2007, se instaló otra turbina de baja presión de 33 MWe para operación continua. En 2008 se instalaron otras dos turbinas de alta presión de 45 MWe cada una para explotar el vapor de agua de las montañas Skarðsmýrarfjall. En 2010 se instalaron 133 MW de potencia térmica y en 2011 otras dos turbinas de 45 MWe cada una. En 2020 y 2030 está previsto instalar otros 133 MWt en cada fase.